# Giovanni Muzio
Giovanni Muzio (Milán, 12 de febrero de 1893-ibídem, 21 de mayo de 1982) fue un arquitecto italiano. En el campo de la arquitectura fue el iniciador y el exponente más representativo del movimiento artístico conocido como novecento, y más en general de la corriente tradicionalista que caracterizó la arquitectura italiana de los años veinte y treinta, en rivalidad con el racionalismo.

## Biografía

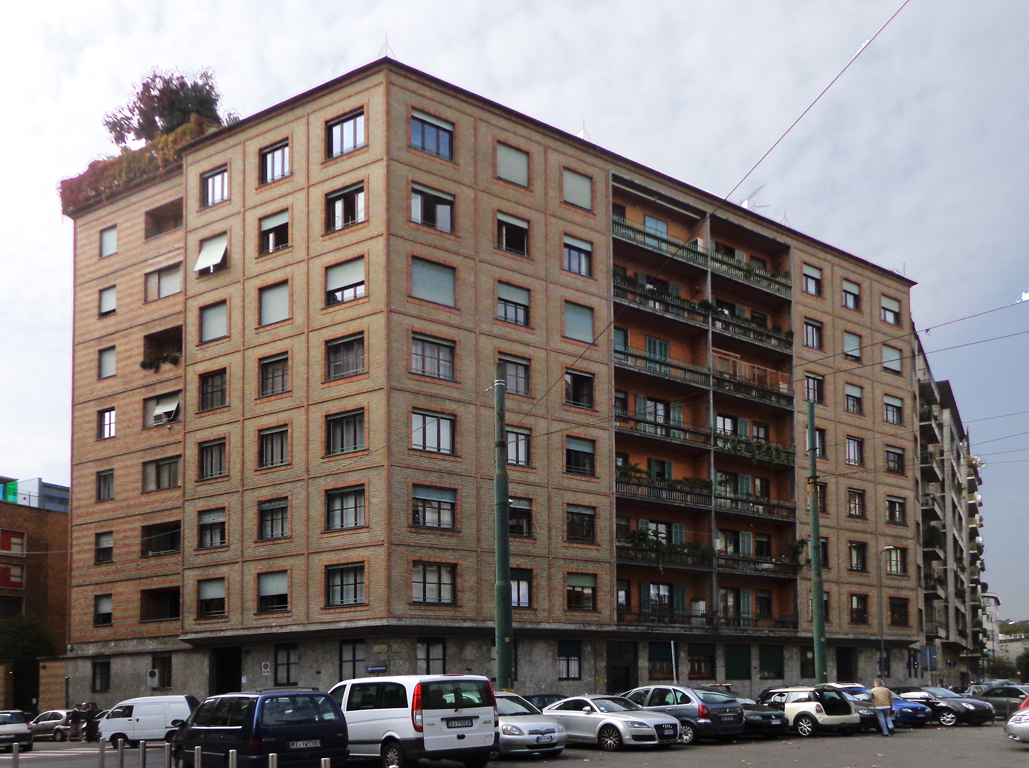
El edificio residencial llamado Casa dei Giornalisti en Milán, 1934-1936.

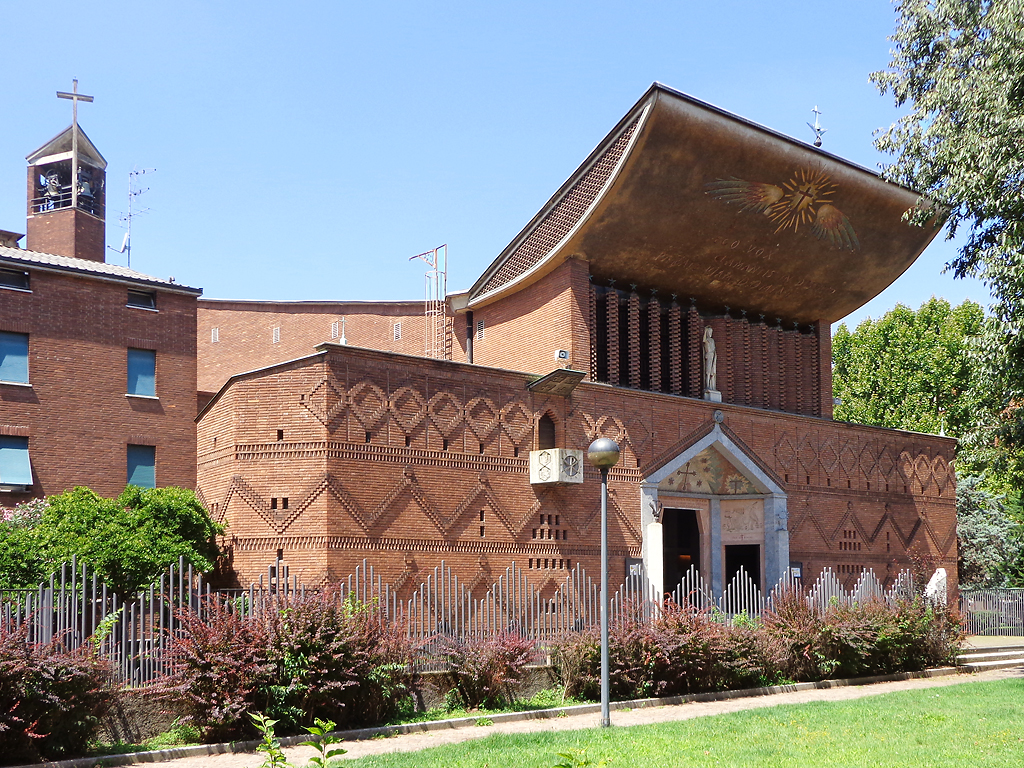
La Iglesia de San Giovanni Battista alla Creta en Milán, 1956-1958.

Nacido en Milán, donde su padre Virginio Muzio, renombrado arquitecto bergamasco, fue profesor de arquitectura en la Academia de Bellas Artes desde 1896 hasta 1902, se trasladó a la ciudad de origen de su padre cuando este último terminó su actividad didáctica. En Bérgamo frecuentó el Liceo Ginnasio Paolo Sarpi, posteriormente estudió en el Collegio Ghislieri de Pavía y finalmente en el Politécnico de Milán. Tras haber combatido en la Primera Guerra Mundial y haber realizado un viaje por Europa, en 1920 abrió en la Via San'Orsola de Milán un estudio junto con Giuseppe De Finetti, Giò Ponti, Emilio Lancia y Mino Fiocchi y participó activamente en la vida cultural milanesa.
Entre 1919 y 1922 realizó la que él mismo consideraba una obra manifiesto: la llamada Ca' Brutta («casa fea») en la Via Moscova, que suscitó un gran escándalo a causa de su uso extravagante de los elementos del lenguaje clásico, como demuestra el nombre atribuido popularmente al edificio.
Muzio, enfrentado tanto con el eclecticismo neogótico y neorrenacentista que todavía sobrevivía en Milán como con el modernismo, propuso en la Ca' Brutta un retorno al clasicismo, reducido a volúmenes puros y elementos arquitectónicos simples, lejos de cualquier historicismo ecléctico. Sus referentes se deben buscar en el neoclasicismo lombardo del siglo XIX. Su arquitectura se acerca a la «pintura metafísica» de Giorgio De Chirico y al «realismo mágico», produciendo un monumentalismo severo al que se le reconoce en la actualidad un gran valor urbano.
La propuesta de Muzio para la Ca' Brutta modificó radicalmente la morfología del barrio (caracterizado en la época por la presencia de palacetes) insertando una volumetría muy elevada, un edificio de mayor altura y de una tipología completamente diferente. A través de los documentos se descubre que los primeros roces fueron con la administración pública. Muzio no siguió el perímetro de la parcela para crear un patio interior sino que dividió literalmente la parcela en dos partes creando una nueva calle en el interior de la parcela. En consecuencia, el edificio no tiene una fachada continua hacia la Via Turati y es precisamente esta decisión volumétrica la que provocó la reacción de la administración milanesa. Muzio tuvo por tanto que unir los dos edificios para mediar con las autoridades, y lo hizo inventando un verdadero arco de triunfo. Esta continuidad insertada sobre una discontinuidad es uno de los modos típicos de proceder de Muzio. Terminadas las obras, el edificio se mostró con toda su estridente novedad. La fachada no corresponde a la aprobada por el Ayuntamiento, razón por la cual en verano de 1922 se desencadenaron una serie de batallas legales que condujeron a la demolición de dos terrazas que coronaban la fachada principal. Con este sacrificio se calmaron las aguas.
Durante los años veinte colaboró con su amigo Mario Sironi para diseñar varias instalaciones y pabellones, entre ellos el pabellón para la Exposición de Barcelona y las instalaciones para la Trienal de Milán de 1930. También se ocupó de urbanismo: en 1924 fundó el Club degli urbanisti junto a otros famosos arquitectos con los que participó en concursos, el más significativo de los cuales fue el proyecto para Milán Forma Urbis Mediolani de 1927, en el que desarrolló una idea de ciudad ordenada y compacta no lejos de las experiencias del siglo XIX.
También en los años veinte proyectó en el Valle de Aosta algunas centrales hidroeléctricas para la Società Idroelettrica Piemontese: las centrales de Maen (1924-1928), de Covalou (1925-1926), de Promeron (1926-1928) y de Isollaz (1926-1927). En los años cincuenta realizó otras dos centrales: la de Avise (1952) y la de Quart (1955). En estas centrales Muzio, pese a emplear un lenguaje historicista, consiguió dar coherencia a la forma de los espacios y de los cerramientos a través del respeto a la función y al uso de geometrías esenciales.
Para Muzio, los años veinte y treinta se caracterizaron por una actividad arquitectónica cada vez más intensa, que incluía participaciones en concursos y varias colaboraciones con otros arquitectos, entre otros en el proyecto del Palazzo dell'INPS en EUR (Roma). En esos años fue una de las figuras más importantes de la arquitectura italiana, pero fue objeto de críticas por parte de algunos intelectuales vinculados al Movimiento Moderno. Además de numerosísimos edificios residenciales, proyectó importantes edificios públicos de Milán como la Universidad Católica del Sagrado Corazón en el Largo Gemelli de Milán (1927-1934), el Palazzo dell'Arte en el Parco Sempione (sede de la Trienal de Milán) y el Tempio della Vittoria.
Entre 1940 y 1942 participó en el concurso internacional para el Anıtkabir, el mausoleo de Mustafa Kemal Atatürk en Ankara. Su proyecto se clasificó segundo en el grupo de los cinco proyectos merecedores de mención (el concurso para el Anıtkabir, con 49 participantes, se concluyó con un primer grupo de tres proyectos ganadores y un segundo grupo de cinco proyectos merecedores de mención).
Fue particularmente intensa su actividad de diseño de edificios de culto, en particular para la orden franciscana, que continuará durante mucho tiempo después de la Segunda Guerra Mundial. Los edificios de culto diseñados por Muzio se organizan a partir de continuas variaciones de los esquemas longitudinales de las iglesias antiguas, en particular románicas, y a menudo presentan una cúpula sobre una planta de geometría compleja. Muzio prestaba además un particular interés por la inserción urbanística de la iglesia como centro cívico, en el que el edificio eclesiástico forma parte de un complejo más extenso y polifuncional. Esta investigación proyectual encontró su mayor éxito en la Basílica de la Anunciación de Nazaret (Israel), proyectada en 1955 y completada en 1969.
Muzio fue durante mucho tiempo profesor en el Politécnico de Turín, del que proyectó su sede central del Corso Duca degli Abruzzi, y en el Politécnico de Milán, hasta 1963.

## Obras

### Edificios residenciales
- Edificio Bonaiti-Malugani (1935)
- Ca' Brutta (1922)
- Via Andrea Maria Ampere 95-101 (1936)
- Via San Sisto 8 (1954)
- Corso Sempione 81-83 (1958)
- Anexo de la Villa Pirotta Bonacossa en Brunate[18]

### Edificios religiosos

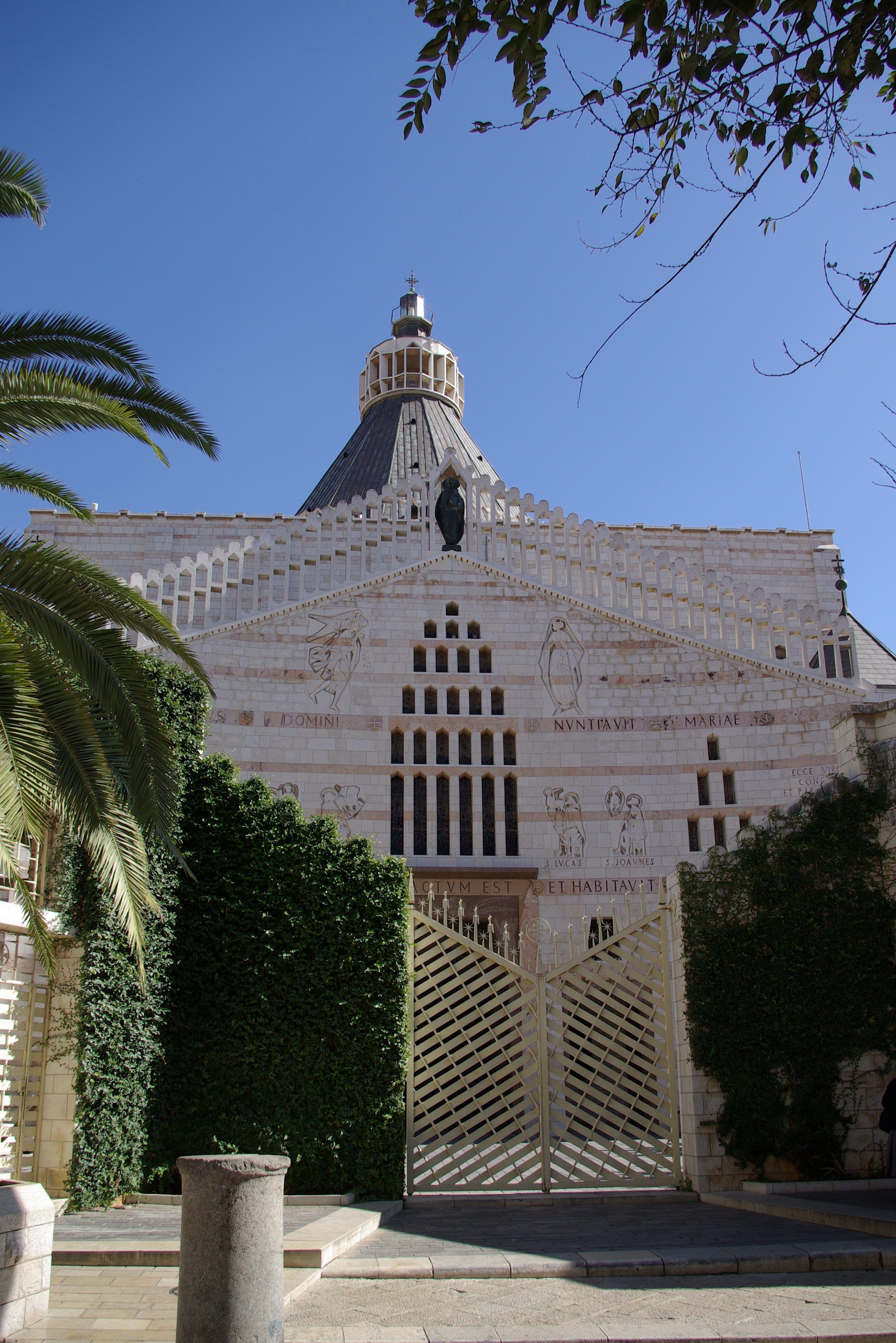
La Basílica de la Anunciación de Nazaret.

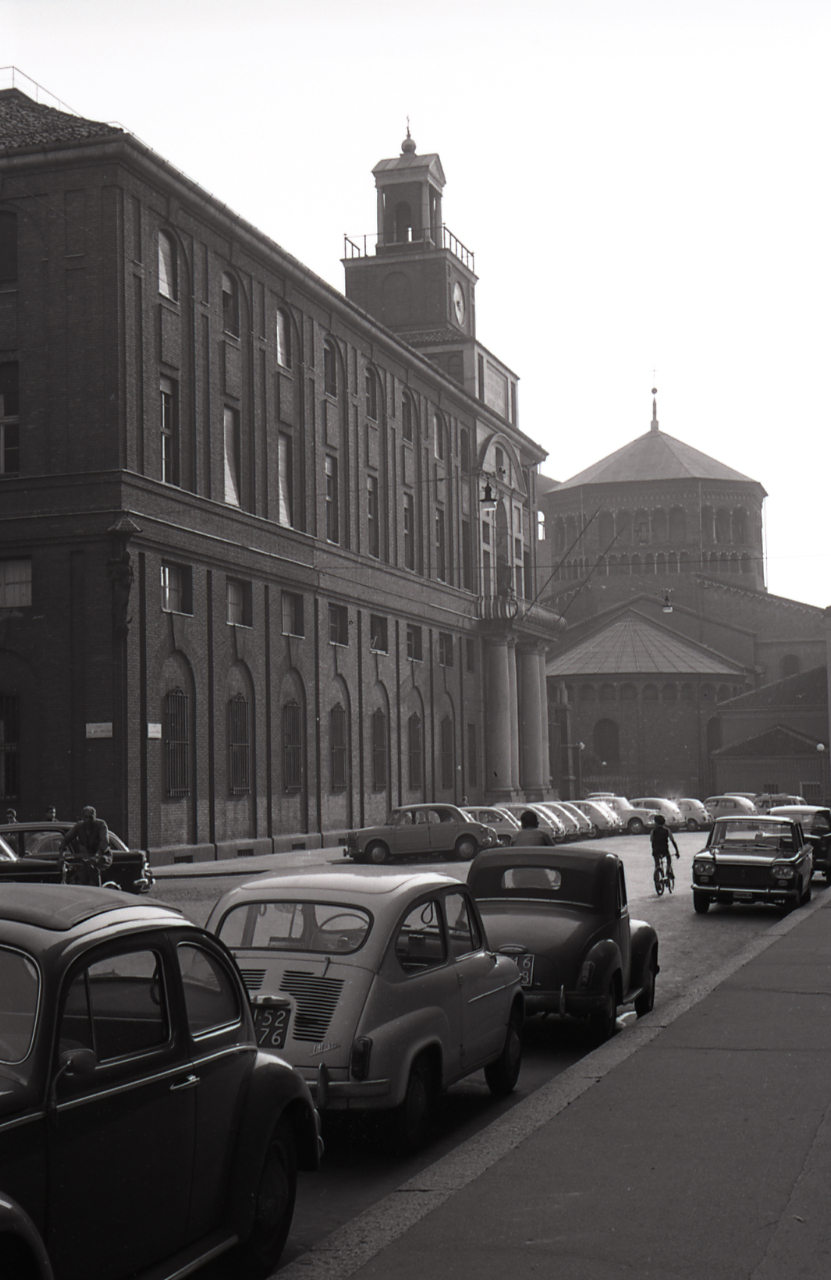
La Universidad Católica del Sagrado Corazón en el Largo Gemelli de Milán (1927-1934). Foto de Paolo Monti, 1963.

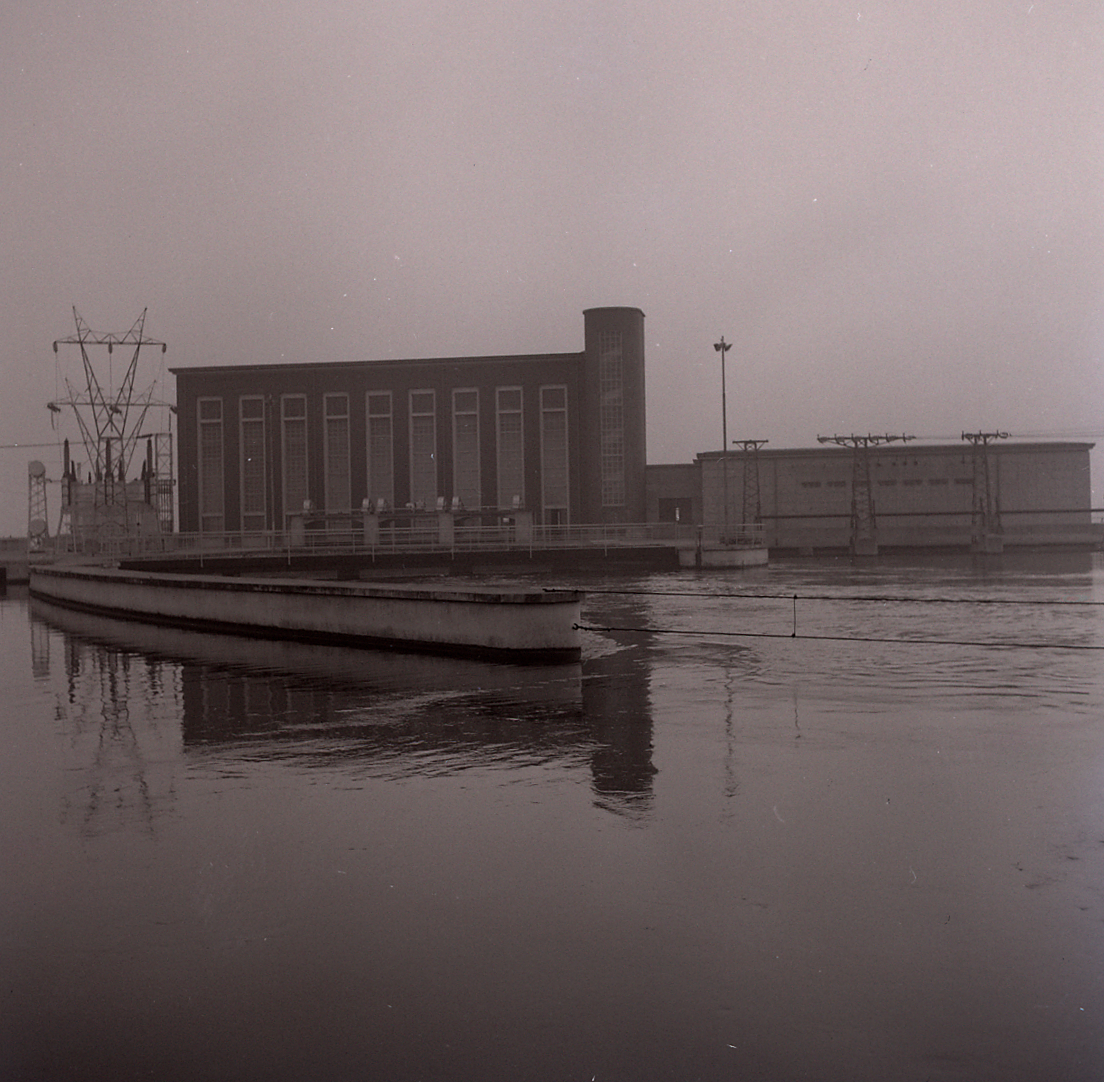
Central hidroeléctrica de Vizzola Ticino. Foto de Paolo Monti, 1968.

- Iglesia parroquial de Zorzino en Riva di Solto (1920-24)
- Capilla Barella en el cementerio de Rovigo[19] (programa decorativo de Enzo Morelli)
- Capilla de la Universidad Católica del Sagrado Corazón (1931-32)
- Iglesia de Santa Maria Annunciata in Chiesa Rossa en la Via Neera (1932) con un monumental pronaos con pilastras de orden gigante.
- Santuario de San Antonio de Padua en Cremona (1936-39), también caracterizado por un atrio con pilastras, que presenta una planta rectangular cubierta con pequeñas bóvedas de cañón.[17]
- Templum Reginae Pacis Augustae en el barrio Città Studi de Milán (1939), proyecto no ejecutado.
- Convento de Sant'Angelo y Centro Cultural Angelicum en Milán (1939-47)
- Iglesia de Santa Maria Mediatrice en Roma (1942-1950)
- Iglesia de los Cuatro Evangelistas en Milán (1954-55)
- Monasterio de las Clarisas en Gorla (Milán) (1955-57)
- Santuario de San Antonio alla Brunella en Varese (1955-64)
- Iglesia de San Giovanni Battista alla Creta en Milán (1956 - 1958), cuya nave se dilata transversalmente hacia el presbiterio produciendo una «ralentización» de la perspectiva.[17]
- Iglesia de la Madonna di Caravaggio en Pavía (1958-1960).[20][21] Después de un primer proyecto de planta central, en 1958 empezaron las obras de una iglesia de nave longitudinal con vigas de hormigón armado, cuya altura aumenta progresivamente hacia el altar. Muzio extiende el proyecto al ambiente urbano del nuevo barrio que debía surgir alrededor de la iglesia, que sin embargo se realizaría de manera especulativa.[22]
- Basílica de la Anunciación en Nazaret (Israel) (1959-69)
- Iglesia de San Ambrosio en Cremona
- Iglesia parroquial de San Sisto en Colognola (Bérgamo) (1966)
- Iglesia madre de San Rocco en Lioni (Provincia de Avellino) (1981-82) inaugurada después del fallecimiento del arquitecto

### Otras obras en Milán
- Sacrario dei Caduti Milanesi en el Largo Gemelli (1926)
- Sede del Tennis Club Milano en la Via Arimondi (1923-1929)
- Monumento Wildt (1931), sepultura de diseño racionalista del escultor Adolfo Wildt y de su esposa, en el Cimitero Monumentale
- Universidad Católica del Sagrado Corazón en el Largo Gemelli, Milán (1927-1934)
- Palazzo della Cassa di Risparmio delle Provincie Lombarde en la Via Verdi (1937)
- Palazzo dell'Arengario en la Piazza del Duomo (1937), junto con otros arquitectos ilustres.
- Palazzo della Provincia en la Via Vivaio (1938-1941)
- Edificio de Il Popolo d'Italia en la Piazza Cavour (1938- 1942), conocido actualmente como Palazzo dell'Informazione o Palazzo dei Giornali, considerado generalmente un ejemplo involutivo de su arquitectura, caracterizado por una gran escultura de Mario Sironi en la fachada y por la evocación de un orden gigante, procedente de Marcello Piacentini.
- Remodelación del Grand Hotel et de Milan (1946)
- Convento de Sant'Angelo e Instituto Angelicum en la Piazza Sant'Angelo (1939-1958)
- Torre Turati, en la esquina de la Piazza della Repubblica con la Via Turati (1966-1969)

### Otras obras
- Villa Leidi en Bérgamo (1935)
- Palazzo del Governo en Sondrio[23]
- Palazzo della Banca Bergamasca en Bérgamo
- Villa Brunella en Varese
- Istituto Magistrale Statale Maffeo Vegio en Lodi (1935-38)
- Politécnico de Turín (1958)
- Central Hidroeléctrica de Isollaz en Challand-Saint-Victor (1928)